# جنبش ملی تالش در آذربایجان
جنبش ملی تالش یک جنبش تالشی است که در اوایل دهه 2000 ایجاد شد و بعداً در هلند به ثبت رسید. بسیاری از اعضای جنبش قبلاً در تشکیل جمهوری خودمختار تالش-موگان در سال 1993 شرکت کرده بودند، از جمله عضو هیئت مدیره آلاکرام گوماتوف.

## تاریخ
در نیمه دوم اوت 1993، اعضای جمهوری خودمختار تالش-موگان و پرسنل نظامی مرتبط با رئیس جمهور همتوف از جبهه فراخوانده شدند، سپس دستگیر و تحت سرکوب قرار گرفتند. بستگان هماتوف نیز تحت سرکوب قرار گرفتند. همسر آلاکرام گوماتوف برای مدت طولانی از بازداشت پنهان شد. پسر دوازده ساله گوماتوف توسط پلیس شکنجه شد، دستانش با سیگار سوزانده شد.الکرام دستگیر و به اعدام محکوم شد و سپس به حبس ابد تبدیل شد. او تحت فشار شورای اروپا در سال 2004 مورد عفو قرار گرفت. از هلند و دیگر کشورهای اروپایی، او و دیگر پناهندگان تالشی در تلاش برای حمایت از جنبش ملی هنوز فعال در آذربایجان هستند.
در بهار 2005، اف. عباسوف در هلند با آ. گوماتوف که پس از آزادی به آنجا مهاجرت کرده بود، ملاقات کرد. بلافاصله پس از ملاقات آنها، جنبش ملی تالش در لاهه به ثبت رسید. منشور و برنامه نهضت ملی تالش توسط ف. عباسوف تهیه شد.
از سال 2007، الاکرام گوماتوف رهبری جنبش ملی تالش در هلند را برعهده داشت، جایی که بخشی از رهبری تالشی جمهوری خودمختار تالش-موگان در تبعید زندگی می کند. به ویژه جنبش ملی تالش از ایجاد استان تالشی با حاکمیت منطقه ای در مرزهای آذربایجان حمایت می کند. این سازمان خواستار تمرکززدایی از قدرت به منظور ترویج نمایندگی عادلانه تر گروه های اقلیت و تضمین آزادی های فرهنگی و زبانی است.

## اهداف جنبش
جنبش ملی تالش از ایجاد منطقه تالشی با حکومت مشترک منطقه ای در مرزهای آذربایجان حمایت می کند. این امر مستلزم تمرکززدایی قدرت برای ترویج نمایندگی عادلانه تر گروه های اقلیت و تضمین آزادی های فرهنگی و زبانی است.
در 15 جولای 2018، گروهی از فعالان جوان به همراه الکرام گوماتوف، دولت جمهوری خودمختار تالش-موگان را در تبعید تشکیل دادند. دولت جنبش ملی تالش برای انعکاس موقعیت مردم تالش در کشور، نامه ها و بیانیه هایی را به سازمان های بین المللی، دولت ها و سازمان های جهانی حقوق بشر ارسال می کند. همچنین از دولت آذربایجان می‌خواهد که به تبعیض علیه تالشی‌ها پایان دهد، و از تالشی‌ها می‌خواهد که زبان تالشی در مدارس تدریس شود و تالشی‌ها بتوانند در کشور خود امرار معاش کنند نه اینکه مجبور شوند به خارج از کشور بروند. همه وزرای دولت جمهوری خودمختار تالش-موگان در کشورهایی مانند هلند در تبعید زندگی می کنند.

## مشکلات
به گزارش تارنمای سازمان ملل، مانند بسیاری از اقلیت های دیگر در آذربایجان، مردم تالش در معرض تلاش های تهاجمی برای همگون سازی قرار دارند - زبان تالشی آموزش رسمی ندارد و خواندن و صحبت کردن به زبان توسط مقامات ناامید شده است. در عوض، تالشی ها به استفاده از زبان آذربایجانی در موقعیت های رسمی تشویق می شوند. به این ترتیب، تعداد جوانانی که در تالشی تحصیل می کنند رو به کاهش است، زیرا این زبان در حال حاضر توسط یونسکو به عنوان "آسیب پذیر" طبقه بندی شده است. این یک تهدید جدی برای تمامیت فرهنگی مردم تالش است و بنابراین یکی از اهداف کلیدی جنبش ملی تالش آزادی زبانی بیشتر است.
آذربایجان منشور اروپایی برای زبان های منطقه ای یا اقلیت را تصویب نکرده است که اقداماتی را برای ترویج استفاده از زبان های منطقه ای یا اقلیت ها در زندگی عمومی و در نتیجه حفاظت از زبان ها تعیین می کند. هیچ مؤسسه آموزشی در آذربایجان وجود ندارد که معلم زبان تالشی تربیت کند. علاوه بر مشکلات زبانی و اقتصادی در میان مردم تالشی، عدم حمایت رسانه های گروهی تالشی، نبود شبکه های تلویزیونی به زبان تالشی و عدم انعکاس عادی فرهنگ و تاریخ تالشی در عرصه علمی نیز نقش اسفناکی دارد.
رهبران جنبش ملی تالش متقاعد شده اند که مقامات کنونی آذربایجان بر اساس اصل "هیچ مردمی، بدون مشکل" مسیر را در جهت همسان سازی کامل مردم تالش ادامه می دهند.